# Mutaib ibn Abd al-Aziz
Prinz Mutaib bin Abdulaziz Al Saud (arabisch متعب بن عبد العزيز آل سعود, DMG Mutʿib b. ʿAbd al-ʿAzīz Āl Saʿūd; geboren 1931 in Riad; gestorben am 2. Dezember 2019) war ein Prinz aus dem Hause Saud und Sohn des Staatsgründers Saudi-Arabiens Ibn Saud. Seine Mutter Shahida war eine armenische Libanesin. Einer seiner leiblichen Brüder war Prinz Mischal (1926–2017).
Am 2. Mai 1951 wurde er zum Stellvertretenden Verteidigungsminister ernannt. Im November 1963 erhielt er das Amt des Stellvertretenden Gouverneurs von Mekka, das er bis Juni 1971 bekleidete. Am 13. Oktober 1975 wurde er Minister für Stadtangelegenheiten und Öffentlichkeitsarbeiten. Am 2. November 2009 trat Prinz Mutaib zu Gunsten seines Sohnes Prinz Mansur bin Mutaib zurück, des bisherigen stellvertretenden Ministers für Stadtverwaltung und ländliche Angelegenheiten, der von König Abdullah zum neuen Minister für Stadtverwaltung und ländliche Angelegenheiten ernannt wurde.
Nach Angaben internationaler Beobachter zählte er zu den drei wichtigsten Söhnen seines Vaters, die nach saudi-arabischen Maßstäben politisch als liberal denkend eingestuft wurden. Zu diesen gehörten außer ihm seine beiden jüngeren Halbbrüder Prinz Talal und Prinz Muqrin.
Dass er lange Zeit als Minister amtierte, ist deshalb bemerkenswert, weil seine Mutter keinem wichtigen Stamm der arabischen Halbinsel angehörte, sondern eine armenische Libanesin war. Er galt als hart arbeitender Regierungsbeamter und wurde in seiner Ministertätigkeit insbesondere von seinem älteren Bruder Prinz Mischal unterstützt. Mutaib wurde zur Familienfraktion von König Abdullah gezählt. Er und sein Sohn Mansur galten als Architekten der ersten Kommunalratswahlen von 2005.
Prinz Mutaib war mit Prinzessin Nura bint Mohammed Al Sheikh verheiratet, die am 17. April 2010 nach langer Krankheit im Alter von 75 Jahren in Dschidda starb. Mit ihr hatte er acht Töchter und zwei Söhne. Sein Sohn Mansur ist Staatsminister.